# Dali Benssalah
Pour les articles homonymes, voir Benssalah.
Dali Benssalah est un acteur franco-algérien, né le 8 janvier 1992 à Rennes.

## Biographie

### Jeunesse
Dali Benssalah naît le 8 janvier 1992 à Rennes.
Né d’une mère française et d’un père algérien, Dali Benssalah grandit dans les quartiers populaires de Rennes. Passionné d'arts martiaux et de cinéma, il pratique la boxe thaïlandaise. 
En 2009, il découvre à 17 ans le métier d'acteur lors d'un stage au cours Florent. Après l'obtention de son baccalauréat économique et social, il intègre l'université de Rennes en éco-gestion et s'entraîne en parallèle pour des championnats de boxe thaïlandaise.
Il devient alors champion de France en 2011 mais est contraint d'arrêter sa carrière à la suite d'une importante blessure.
Il quitte l'université en 2012 et rejoint les cours Florent à Paris avec une envie réelle de faire du cinéma, puis est admis en 2015 au Théâtre national de Strasbourg, qu'il quitte finalement afin de se consacrer directement à sa carrière d'acteur à l'écran. Il prend alors comme agent Juanita Fellag.

### Carrière
Il est révélé en 2017 au grand public grâce au clip du groupe electro français The Blaze, Territory, clip qui remporte une multitude de prix en festivals. Il tourne ensuite dans le court-métrage Blessure réalisé par Léo Bigiaoui qui remporte le Grand Prix du Jury au Nikon Film Festival en 2018, décerné par un jury présidé par la réalisatrice Emmanuelle Bercot.
Il obtient par la suite des rôles qui vont lui permettre de se révéler à la télévision et au cinéma : un petit rôle dans la série Nox, puis en 2019, le rôle de Samir dans Banlieusards, réalisé par Kery James. La même année, il partage avec Roschdy Zem la tête d'affiche de la série Les Sauvages sur Canal+, qui le révèlera un peu plus au public français. En parallèle du tournage de la série, il passe les essais et est recruté pour jouer Primo, le nouvel adversaire de James Bond dans Mourir peut attendre. Le réalisateur du film, Cary Joji Fukunaga, avait glissé le nom de Dali Benssalah à la directrice de casting Debbie McWilliams après l'avoir aperçu dans le clip Territory de The Blaze. Le film sort finalement en 2021 à la suite de nombreux reports en raison des restrictions sanitaires liées à la crise du Covid.
En parallèle de sa carrière d'acteur au cinéma et à la télévision, Dali Benssalah reste aussi impliqué au théâtre. Il joue de 2018 à 2020 dans la pièce Pur Présent d'Olivier Py.
En 2022 le film Athena est présenté en sélection officielle au 79e Festival de Venise, dont la comédienne américaine Julianne Moore préside le jury. 
En 2023, il est membre du jury du 1er Biarritz Film Festival, Nouvelle Vague, présidé par Saeed Roustaee. Il y retrouve sa collègue de la série Les Sauvages, Lyna Khoudri. 
La même année, il joue l'un des prisonniers du film Je verrai toujours vos visages et incarne le pirate Aroudj Barberousse dans La Dernière Reine.
En 2025, il joue dans les films Belladone et Les Orphelins.

## Théâtre
- 2016 : Les Fourberies de Scapin, mise en scène de Tigran Mekhitarian, théâtre Notre-Dame
- 2018 : Pur Présent, mise en scène d'Olivier Py, Festival d'Avignon

## Filmographie

### Cinéma

#### Longs métrages
- 2018 : L'Homme fidèle de Louis Garrel : L'assistant politique
- 2018 : Interrail de Carmen Alessandrin : Sofiane
- 2019 : Banlieusards de Kery James et Leïla Sy : Samir
- 2021 : Mourir peut attendre (No Time to Die) de Cary Joji Fukunaga : Primo
- 2021 : Mes frères et moi de Yohan Manca : Abel
- 2022 : La Ligne d'Ursula Meier : Hervé
- 2022 : Athena de Romain Gavras : Abdel
- 2022 : Tropique de la violence de Manuel Schapira : Stéphane
- 2022 : Une fleur à la bouche d'Eric Baudelaire : le client
- 2023 : Je verrai toujours vos visages de Jeanne Herry : Nassim
- 2023 : La Dernière Reine de Damien Ounouri et Adila Bendimerad : Arudj Barberousse
- 2023 : The Accidental Getaway Driver de Sing J. Lee : Aden
- 2023 : Banlieusards 2 de Leïla Sy : Samir
- 2025 : Belladone d'Alante Kavaïté : David
- 2025 : Les Orphelins d'Olivier Schneider : Idriss

#### Courts métrages
- 2014 : Mon Book de Seyed Hosseini
- 2017 : Salade tomates oignons de Jules Talbot : Antoine
- 2018 : Au revoir Tom Selleck de Ridwane Bellawell : Rafik
- 2018 : Red de Virgile Sicard et Charlotte Déniel : Bébé des bois
- 2018 : Flash de Barney Frydman : Sanchez
- 2018 : Blessure de Léo Bigiaoui : Le passager
- 2019 : Chute libre d'Aurélien Grellier-Beker : Teddy
- 2023 : La Sirène se marie d'Achraf Ajraoui : Jamel

### Télévision

#### Séries télévisées
- 2013 : Petits secrets entre voisins : Romain
- 2017 : Nox (mini-série) : Tex
- 2019 : Les Sauvages (mini-série) de Rebecca Zlotowski : Fouad
- 2021 : Alger confidentiel (Ein paar Tage Licht) (mini-série) : Colonel Abderrahmane Toumi
- 2024 : The Veil (mini-série) : Malik Amar

### Clips musicaux
- 2017 : Territory de The Blaze

### Podcasts
- 2022 : Batman : Autopsie : Bruce Wayne
- 2022 : Styx, la mémoire refait surface : l'inconnu
- 2024 : 1984 : Winston Smith

### Récompenses
- 2023 : Festival du film de Cabourg : Meilleur acteur pour La Sirène se marie d’Achraf Ajraoui